# Loznița
Loznița (în bulgară Лозница) este un oraș în comuna Loznița, regiunea Razgrad,  Bulgaria.

## Demografie
Componența etnică a orașului Loznița
     Bulgari (56,41%)
     Turci (24,3%)
     Nicio identificare (14,26%)
     Altele (5,02%)
La recensământul din 2011, populația orașului Loznița era de 2.230 locuitori. Din punct de vedere etnic, majoritatea locuitorilor (56,41%) erau bulgari, cu o minoritate de turci (24,3%). Pentru 14,26% din locuitori nu este cunoscută apartenența etnică.